# Distretto di Kulgam
Il distretto di Kulgam è un distretto del Jammu e Kashmir, in India, di 13 523 abitanti. È situato nella divisione del Kashmir e il suo capoluogo è Kulgam.

## Amministrazione
Il distretto di Kulgam è composto da 5 blocchi: Quimoh, Pahloo, DHPora, Devsar e Kulgam  . Ognuno di questi consiste di diversi Panchayati raj. Vi sono tre circoscrizioni elettorali: Noorabad, Kulgam e Homshailibugh.